# Громов Юхим Йосипович
Юхи́м Йо́сипович Гро́мов (20 січня (1 лютого) 1895 , Люботин, Люботинська волость, Валківський повіт, Харківська губернія, Російська імперія  — невідомо ) — український державний діяч. Депутат Верховної Ради УРСР першого скликання (1938–1947).

## Біографія
Народився 20 січня (1 лютого) 1895 року в багатодітній родині робітника-залізничника в місті Люботин, нині Харківська область, Україна. 1900 року родина переїхала до міста Крюкова, нині територія міста Кременчука, де батько до 1918 року працював столяром у залізничних вагонних майстернях.
1910 року закінчив Крюківську двокласну залізничну школу, у 1914–1918 роках працював в Кременчуці учнем слюсаря, бетонником на залізничному бетонному заводі, слюсарем у залізничних вагонних майстернях.
На початку 1918 року добровільно вступив до 1-го Крюківського червоногвардійського загону, разом з загоном відступав до Царицина. 1919 року повернувся в Крюків. Восени 1919 року батька, який з 1918 року був співробітников ВУЧК, розстріляла денікінська контррозвідка. Після встановлення в Кременчуці радянської влади до 1924 року — у залізничній збройній охороні по боротьбі з бандитизмом.
У 1925–1929 роках — слюсар у Крюківських залізничних вагонних майстернях. З 1929 року — заступник директора із виробничих нарад, винахідництва і ударництва.
Член ВКП(б) з 1931 року.
У 1930–1932 роках слухач курсів директорів у Харкові. У 1932–1937 роках на Крюківському вагонобудівному заводі: помічник директора по праці, завідувач відділу кадрів, начальник цеху, голова заводського комітету профспілок.
З кінця 1937 до жовтня 1939 року — голова Кременчуцької міської ради Полтавської області.
26 червня 1938 року був обраний депутатом Верховної Ради УРСР першого скликання по Кременчуцькій першій виборчій окрузі № 174 Полтавської області.
Листопад 1939 — 17 вересня 1941 року — начальник управління місцевої паливної промисловості Полтавського обласного виконавчого комітету.
Вересень 1941 — жовтень 1943 року — в евакуації в Чуваській АРСР, голова райспоживспілки, директор дитячого туберкульозного санаторію.
У жовтні 1943 року повернувся на Полтавщину, станом на березень 1943 року — начальник будівництва бази № 129 п/с 67.
На жовтень 1946 року — начальник ремонтно-будівельного цеху Крюківського вагонобудівного заводу міста Кременчука Полтавської області.